# 安藤広近
安藤 広近（あんどう ひろちか、天保6年7月16日〈1835年8月10日〉 - 没年不明）とは、江戸時代末期から明治時代にかけての浮世絵師、日本画家。

## 来歴
初代歌川広近の門人でその養子。姓は安藤、本名為吉。一親斎と号す。江戸の芝三田台裏町に住む。常陸国（現茨城県）笠間郡土浦城内役屋敷で笠間藩士の子として生まれ、弘化3年（1846年）5月、初代広近の養子となった。嘉永3年（1850年）の頃から十年ほど養父広近について絵を学び、万延元年（1860年）から明治にかけて横浜絵や肉筆浮世絵を描く。初代広近の没後に二代目広近を名乗り、万延元年に「二代目広近画」と落款して横浜絵「横浜岩亀楼全図」を版行した。しかし、明治初年には殖産興業の主要産業であった養蚕業が振興し、浮世絵が衰退したため、明治8年（1875年）12月以降は新宿養蚕所で3年あまり、養蚕の機器や人物の雛形などを描いて生活の糧としている。その後、明治12年（1879年）に海軍病院で療治雛形などを描く。
明治17年（1884年）5月、第二回内国絵画共進会に「安藤為吉」の名で絵を出品して褒状を受賞し、翌明治18年の第一回鑑画会には「安藤広近」として「秋景山水」と「伯夷叔斎」を出品する。以後フェノロサの求めに応じて住吉広賢や狩野友信とともに多くの古画の模写を制作し、またフェノロサや岡倉天心らの関西での古美術調査に同伴するようになった。
明治20年（1887年）5月開催の工芸品共進会で褒状を受け、明治22年（1889年）4月に東京美術学校雇となる。翌明治23年7月に第三回内国勧業博覧会に「美女秋国逍遥ノ図」を出品、三等妙技賞を受ける。その後明治24年（1891年）8月に東京美術学校の技手を任じられ、同年10月からは高等師範学校の技手となり、明治26年（1893年）9月の官制改正のときまで務めている。没年不明。

## 作品
錦絵
- 「横浜岩亀楼全図」　大判3枚続　万延元年

日本画
| 作品名           | 技法     | 形状・員数 | 寸法（縦x横cm） | 所有者                 | 年代                       | 落款・印章 | 備考                                                                    |
| ---------------- | -------- | ---------- | --------------- | ---------------------- | -------------------------- | ---------- | ----------------------------------------------------------------------- |
| 東都男女人物図巻 | 紙本着色 | 2巻        |                 | 文化学園服飾博物館     | 1863年（文久3年）          |            |                                                                         |
| 秋景美人         | 絹本着色 |            |                 | 東京芸術大学芸術資料館 |                            |            |                                                                         |
| 摩利支天         | 紙本着色 | 1幅        | 139.4x68.8      | ボストン美術館         | 1880年代                   |            |                                                                         |
| 白拍子・業平舞   | 紙本着色 | 双幅       | 約125x46        | ボストン美術館         | 1870-80年代                |            |                                                                         |
| 山水図           | 絹本墨画 | 1面        | 89x37           | ボストン美術館         | 1870-80年代                |            |                                                                         |
| 月夜山水図       | 絹本墨画 | 1幅        | 33x56.2         | ボストン美術館         | 1870-80年代                |            |                                                                         |
| 山水図           | 紙本墨画 |            |                 | ボストン美術館         |                            |            |                                                                         |
| 幽霊（亡霊之図） | 紙本着色 | 双幅       |                 | 福富太郎コレクション   |                            |            |                                                                         |
| 寧楽朝時代大臣図 | 絹本着色 | 1幅        | 77.2x87.0       | 東京大学駒場博物館     | 1892年（明治25年）11月28日 |            | 東京大学教養学部の前身である第一高等中学校旧蔵で、5円50銭で購入された。 |